# (4670) Yoshinogawa
(4670) Yoshinogawa est un astéroïde de la ceinture principale.

## Description
(4670) Yoshinogawa est un astéroïde de la ceinture principale. Il fut découvert le 19 décembre 1987 à Geisei par Tsutomu Seki. Il présente une orbite caractérisée par un demi-grand axe de 2,24 UA, une excentricité de 0,09 et une inclinaison de 5,0° par rapport à l'écliptique.

## Compléments